# Вихід робітників з фабрики
«Вихід робітників з фабрики» (фр. La Sortie de l'usine Lumière à Lyon, 1895) — документальний короткометражний фільм, один з перших фільмів, знятих братами Люм'єр, і історично перший фільм, показаний публіці на великому екрані. Фільм також згадується як «Вихід із заводу», « Вихід робітників із заводу братів Люм'єр».
Вперше фільм показали 22 березня 1895 року на конференції, присвяченій розвитку французької фотопромисловості. Цей же фільм відкрив знаменитий перший платний кіносеанс з десяти фільмів в Парижі в підвалі «Гран-кафе» на бульварі Капуцинок 28 грудня 1895 року.

## Цікаві факти
- Фільм знятий 19 березня 1895 року біля воріт фабрики братів Люм'єр, яка була розташована в Ліоні за адресою Монплезір, вулиця Сен-Віктор, 25.
- Збереглися три зроблених Люм'єрами (можливо, з різницею в кілька годин, судячи зі змін в освітленості і положенні тіні від дерев) знімання цього сюжету — ці варіанти відтворені у випущеній на DVD збірці «Перші фільми братів Люм'єр». Згідно з коментарем Бертрана Таверньє до цієї збірки, на різних сеансах (особливо ранніх) Люм'єри могли демонструвати будь-яку з цього знімання, що можна підтвердити також газетними репортажами про перші сеанси, описами особливостей кожного з варіантів (репортери згадували появу на екрані собаки, велосипедиста, коня або воза, які є не в кожній з трьох версій). Існування цих версій дозволяє припустити, що Люм'єри не просто зняли вихід робітників з власної фабрики, а зробили протягом дня кілька «дублів», заздалегідь погодивши з робітниками порядок фільмування.
- У каталозі торгового дому Люм'єр фільм значиться під номером 91.